# Los Hermanos Zuleta
Los Hermanos Zuleta est un groupe colombien de vallenato. Leur nom fait référence aux frères Emiliano Alcides Zuleta et Tomás Alfonso Zuleta, qui ont fondé le groupe, et sont les fils d'Emiliano Zuleta Baquero, auteur de la chanson La Gota Fría.
Poncho et Emiliano ont cherché à maintenir la postérité du vallenato commencé par leur père, le juglar Emiliano Zuleta Baquero. Cette postérité est récompensée par le premier Latin Grammy Award dans la catégorie cumbia/vallenato avec l'album Cien días de bohemia sorti en 2006. Après une longue carrière musicale, avec l'enregistrement de nombreux albums et d'innombrables concerts en Colombie et à l'étranger, Los Hermanos Zuleta sont récompensés en 2016 lors de la 49e édition du Festival de la Leyenda Vallenata,.

## Histoire
Le groupe est formé en 1970 avec l'enregistrement de l'album Mis preferidas avec Emiliano Zuleta Baquero et son ensemble, avec Poncho Zuleta auchant. Cette première production musicale comprend les chansons écrites par Emilianito La molestia, La experiencia et El delirio et la chanson composée par Poncho intitulée Desencanto; elle comprend également la chanson Vueltas del destino du compositeur Luis Ortega ; La suerte de Juana d'Antonio Orozco, La negra Felipe de Simón Salas ; la chanson La estrella de Juan Muñoz ; la chanson Callate corazoncito du compositeur Tobías Enrique Pumarejo ; Sufriendo estoy de José Pinilla ; La rutina de Pedro García ; et La enfermedad du compositeur Rafael Escalona. En 1977, « Poncho » Zuleta nomme le controversé « Lucky » Cotes dans la chanson Soy parrandero y qué sur le disque Dos estrellas de Lenin Alfonso Bueno Suárez. Le refrain de la chanson est enregistré par Zuleta,.
Le 8 décembre 1982, Poncho Zuleta et son frère Emiliano accompagnent l'écrivain colombien Gabriel García Márquez à la cérémonie de remise du prix Nobel de littérature au gymnase Aoso de Stockholm, en Suède, en compagnie de la folkloriste Consuelo Araújo Noguera,. Les frères Zuleta accompagnent la suite de García Márquez au rythme du vallenato. Outre Poncho et Emilianito, Pablo López et Rafael Escalona représentaient le genre vallenato,. À propos de García Márquez, Poncho Zuleta déclare : « Il n'a pas demandé d'autre groupe que Los Hermanos Zuleta. Sa chanson préférée était La vieja Sara, un merengue de Rafael Escalona : je dois rendre à la vieille Sara la visite que je lui ai offerte, pour qu'elle ne dise pas de moi que je l'ai oubliée. »